# 김찬희 (경찰)
김찬희(金贊凞, 1911년 6월 30일 ~ ?)는 일제강점기의 경찰로, 본적은 평안북도 영변군 고성면이다.

## 생애
1932년 8월 15일 조선총독부 도순사로 임명되었다. 1932년 11월 30일 평안북도 박천경찰서 순사로 임명되었으며 1935년 10월 29일부터 1937년까지 평안북도 위원경찰서 순사를 역임했다. 1936년 7월 10일부터 1937년 7월 6일까지 국경 경비 업무를 수행하는 한편 항일 무장 세력에 대한 무력 탄압에 가담하여 이들 다수를 체포, 살상하고 권총과 탄약 등 무기를 압수했다.
1936년 7월 10일 만주 사변에 협력한 공로를 인정받아 일본 정부로부터 하사금 60원을 받았으며 1937년 1월 19일 국경 경비와 항일 무장 세력 토벌에 대한 공로를 인정받아 일본 정부로부터 경찰 관리 공로기장을 받았다. 1937년 6월 5일 일본 정부로부터 만주 사변 종군기장, 1937년 7월 7일 훈8등 서보장을 받았으며 1938년 3월 30일 만주 사변에 대한 공로를 인정받아 일본 정부로부터 공로 갑(功勞 甲)을 받았다. 친일반민족행위진상규명위원회가 발표한 친일반민족행위 705인 명단에 포함되었다.

## 참고자료
- 친일반민족행위진상규명위원회 (2009). 〈김찬희〉. 《친일반민족행위진상규명 보고서 Ⅳ-4》. 서울. 333~340쪽.